# Sergiusz (Pietrow, biskup czarnomorski)
Sergiusz, imię świeckie Stiefan Aleksiejewicz Pietrow (ur. 18 stycznia?/30 stycznia 1864 w stanicy Aksajskiej, zm. 24 stycznia 1935 w monasterze Privina Glava na Fruškiej gorze) – rosyjski biskup prawosławny.

## Życiorys
Ukończył Dońskie Seminarium Duchowne w 1886. Chociaż od dzieciństwa pragnął zostać kapłanem, podczas nauki w szkole przeżył okres wątpliwości i duchowych rozterek. Zamieszkał w Tomsku, gdzie jego wuj, biskup Włodzimierz, był ordynariuszem miejscowej eparchii. W Tomsku spotkał duchownych służących w misji duchownej na Ałtaju i zapragnął się do nich przyłączyć. Nie był jednak pewien powołania mniszego i dlatego wyjechał z Tomska do Moskwy, gdzie ukończył studia na wydziale historyczno-filologicznym w 1890. Jeszcze w tym samym roku, po wysłuchaniu kilku wykładów na kursach dla misjonarzy przy Kazańskiej Akademii Duchownej, dołączył do misji ałtajskiej. W 1892 został postrzyżony na mnicha, zaś 7 listopada tego samego roku przyjął święcenia kapłańskie. Mianowano go asystentem przełożonego misji prawosławnej w Kirgizji.
12 lutego 1899 w prywatnej cerkwi biskupów tomskich przyjął chirotonię biskupią z rąk biskupa tomskiego i barnaułskiego Makarego. Został wówczas biskupem bijskim, wikariuszem eparchii tomskiej. Po dwóch latach Święty Synod wyznaczył go na ordynariusza eparchii omskiej. W 1903 został z kolei biskupem pomocniczym eparchii wileńskiej i litewskiej z tytułem biskupa kowieńskiego. W 1907 przeniesiono go do eparchii chersońskiej jako jej wikariusz, biskup nowomyrhorodzki. W 1913 stanął na czele eparchii suchumskiej. Jeszcze w tym samym roku został biskupem czarnomorskim i noworosyjskim.
Podczas wojny domowej w Rosji emigrował do Konstantynopola, a stamtąd do Jugosławii. Przyłączył się do Rosyjskiego Kościoła Prawosławnego poza granicami Rosji, jednak nie objął żadnej katedry biskupiej, lecz zamieszkał w monasterze Privina Glava na Fruškiej gorze. Tam też zmarł i został pochowany.